# La Luisa
La Luisa es una localidad argentina del partido de Capitán Sarmiento, en la provincia de Buenos Aires. 
Su acceso es pavimentado y se ubica a la vera de la Ruta Nacional 8, a medio camino entre las localidades de Arrecifes y Capitán Sarmiento.

## Población
Cuenta con 230 habitantes (Indec, 2010), lo que no representa cambio significativo frente a los 232 habitantes (Indec, 2001) del censo anterior.
| Gráfica de evolución demográfica de La Luisa entre 1991 y 2010 |
|                                                                |
| Fuente: Censos nacionales del INDEC.                           |

## Historia
La localidad de La Luisa se origina con Santiago Felipe de Saavedra, padre de Cornelio Saavedra (Pte. de la Primera Junta de Gobierno Patrio de 1810), fue primitivo dueño de esas tierras, que 90 años después sería la "Estación de Ferrocarril La Luisa".
- 1770, Santiago Felipe de Saavedra compra la "Estancia El Paraíso" con 10 000 ha en los "Pagos de Luna" y que luego sería "Paraje Arroyo Luna" por el arroyo homónimo.
- 1882, se inauguran las vías del ferrocarril de San Antonio de Areco a Pergamino, y la estación en el "km 164", llevó el nombre del donante de las tierras: Estación Saavedra. Más tarde se cambia el nombre de la estación por "Estación Arroyo La Luna"
- Estación La Luisa
- 1920, la familia Saavedra pide se rebautice a la estación con un nombre familiar, quedando con el apelativo de una descendiente de esta familia, María Luisa Saavedra Zelaya de Carreras. Así lleva ese topónimo. Y da nombre además al pueblo de la adyacencia.
- 1931 Alfredo Miguel Ham dona 1 ha para una escuela y otra hectárea para el "Club Unión Labradores" convirtiéndose en el principal fundador de la localidad de La Luisa.
- 2007, con 230 hab. en su planta urbana, es un lugar muy visitado por el turismo rural.